# П'ядь землі
«П'ядь землі» — радянський художній фільм, знятий за мотивами однойменної повісті Григорія Бакланова режисерами Андрієм Смирновим і Борисом Яшиним на кіностудії «Мосфільм» в 1964 році.

## Сюжет
Фільм розповідає про гаряче військове літо 1944 року. Група з кількох гарматних розрахунків захищає крихітний плацдарм на правому березі Дністра. Долі головних героїв: фронтовика-комбата Бабіна, юного лейтенанта Мотовілова, медсестри Рити Тамашової і рядових-артилеристів, солдат, серед яких хоробрі люди, малодушні і негідники, непомічені герої, показані в обстановці декількох годин мирного життя перед черговою лютою атакою супротивника, після якої не всі залишаться в живих…

## У ролях
- Олександр Збруєв —  лейтенант Мотовілов
- Євген Урбанський —  капітан Бабін, комбат
- Еллія Суханова —  Рита Тамашова
- Сергій Курилов —  замполіт Бриль
- Михайло Воронцов —  Афанасій Маклецов
- Олександр Титов —  бувалий солдат-зв'язківець Шумілін
- Віктор Сускін —  Саєнко
- Анатолій Голик —  Мєзєнцев
- Леонід Чубаров —  Синюков
- Олексій Зайцев —  Коханюк
- Микола Бармін —  командир розвідки
- Олексій Бахарь —  командир відділення розвідки Генералов
- Юрій Дубровін —  ординарець комбата Бабіна
- Юрій Волинцев —  командир дивізіону Яценко
- Лев Дуров —  сержант
- Борис Гітін —  солдат
- Микола Губенко —  поранений солдат
- Олег Форостенко — епізод
- Валерій Денисов — епізод
- Валеріан Казанський — епізод
- Юрій Кірєєв — солдат з листом
- Іван Косих — старший лейтенант
- Віктор Сергачов — старший лейтенант
- Володимир Шибанков — солдат з покаліченим пальцем
- Світлана Живанкова — Муся
- Олександр Петров — Панченко, ординарець
- Георгій Склянський — епізод
- Віктор Павлов — малограмотний солдат
- Хайнц Браун — полонений німецький офіцер
- Юрій Смирнов — поранений
- Віктор Лебедєв — солдат

## Знімальна група
- Режисери — Андрій Смирнов, Борис Яшин
- Сценарист — Григорій Бакланов
- Оператор — Юрій Схиртладзе
- Художник — Борис Чеботарьов
- Продюсер — Володимир Канторович